# Cana Island
Cana Island est une île du lac Michigan. L'île fait partie de la ville de Baileys Harbor dans le Comté de Door, Wisconsin.
L'île est reliée au continent par une chaussée. On y trouve le phare de Cana Island, construit en 1869 et inscrit au Registre national des lieux historiques.Le phare et les quartiers du gardien sont ouverts à la visite par le Door County Maritime Museum (en).